# Olympic FC
Olympic FC (założony jako Pan Rhodian FC) – australijski, półprofesjonalny klub piłkarski z siedzibą w Brisbane. Założony w 1967 roku, obecnie występuje w National Premier Leagues Queensland.

## Historia
Olympic FC został założony w 1967 roku pod nazwą Pan Rhodian FC. Pierwsze mecze rozgrywał na stadionie Pineapple Park. W 1968 roku Pan Rhodian FC przystąpił do Queensland Soccer Federation. Włączenie się w struktury federacji wymusiło zmianę nazwy kluby z Pan Rhodian FC na Olympic FC. Klub rozpoczął rozgrywki w lidze Division 8.
Na początku lat 70. XX wieku Olympic FC przeniósł się ze stadionu Pineapple Park na Dutton Park. W 1979 roku awansował do rozgrywek Division 1. Od 1982 roku klub rozgrywa swoje spotkania na obecnym stadionie – Goodwin Park. W 1983 roku Olympic FC triumfował w rozgrywkach stanowych Premier League (organizowanych przez Queensland Soccer Federation) zdobywając tytuł mistrzowski.
W 2013 roku Olympic FC przystąpił do rozgrywek National Premier Leagues. Zdobywając tytuł mistrzowski swojej dywizji (National Premier Leagues Queensland) w 2013 roku.

## Sukcesy
- Mistrzostwo w Premier League (1): 1983[2],
- Mistrzostwo w National Premier Leagues Queensland (1): 2013[3].